# 氰氨化鈣
氰氨化钙，別名石灰氮，是酸性氰胺的钙盐，为无色晶体或白色粉末，可溶于水并水解。
工业上用氰氨法制得；以石灰和焦碳为原料，混合后置电弧炉中在2000－2200℃高温下生成碳化钙，经过冷却、磨细再置电阻炉中，与氮气在1000℃左右作用而得；遇水時形成氨基氰。

## 化学性质
氰氨化钙可以水解，产生双氰胺，pH降低、加热、加入催化剂（如二氧化锰）会加速水解：
2 Ca(CN)2 + 2 H2O → Ca[H(CN)2]2 + Ca(OH)2
Ca(HCN2)2 + 2 H2O → 2 H2CN2 + Ca(OH)2
水解产生的H2CN2可以进一步水解。
氰氨化钙和氢氧化钙反应，可以形成难溶于水的碱式盐。
CaCN2 + Ca(OH)2 → NC-N=(CaOH)2

## 储存
氰氨化钙具有吸湿性，应干燥密封储存。

## 应用
氰氨化钙能使植物葉子脫落，可製成脱叶剂和除草剂；亦可作為肥料，適用於酸性土壤，目前已很少使用。
它也是制备双氰胺和蜜胺的原料。